# Doroteu (mestre dos soldados)
Doroteu (em latim: Dorotheus; m. 533) foi um oficial militar bizantino do século VI, ativo durante o reinado do imperador Justiniano (r. 527–565), elogiado pelo cronista Procópio de Cesareia por sua inteligência e experiência na guerra. Aparece pela primeira vez em 530, quando exerceu a função de mestre dos soldados na Armênia sob o general Sitas e derrotou um exército sassânida acampado próximo de Teodosiópolis e outro em Satala.
Em 531, liderou um exército contra o Império Sassânida, provavelmente na Armênia, e matou muitos persarmênios e persas, bem como capturou vários fortes no processo. No final do mesmo ano foi informado pelo oficial Rufino acerca dum grupo de hunos sabires que havia invadido e saqueado algumas províncias. Perseguiu-o e conseguiu retomar parte do saque obtido. Faleceria em 533, quando dirigia-se ao lado de outros oficiais nomeados comandantes dos efetivos federados.

## Vida

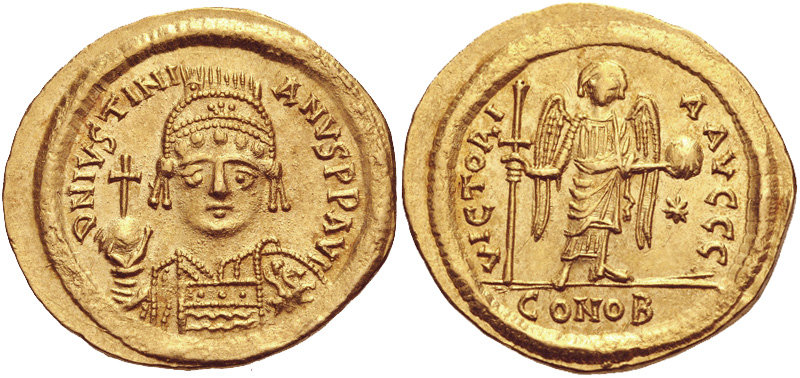
Soldo de Justiniano r.

Fronteira romano-persa entre os séculos IV-VII

A origem de Doroteu é desconhecida. Aparece pela primeira vez nas fontes em 530, quando exerceu a função de mestre dos soldados na Armênia sob o mestre dos soldados na presença Sitas. Naquele ano, ao serem informados que um exército sassânida estava estacionado próximo da cidade de Teodosiópolis, enviaram um espião chamado Dágaris ao campo deles para coletar informações e então realizaram um ataque surpresa; conseguiram obter muito butim com a pilhagem do acampamento antes de retornarem. Mais tarde no mesmo ano, Sitas e Doroteu estacionaram em Satala quando souberam que um enorme exército persa sob Mermeroes havia acampado nas imediações. Doroteu permaneceu na cidade com o exército principal, enquanto Sitas reuniu um pequeno destacamento e dirigiu-se às colinas. Quando os persas atacaram Satala, Doroteu atacou pela frente, enquanto Sitas pela retaguarda, obrigando-os a fugir após dura luta.
Em 531, após a desastrosa derrota bizantina na Batalha de Calínico em 19 de abril, Doroteu liderou um exército bizantino numa expedição contra o Império Sassânida, provavelmente na Armênia, na qual matou muitos persarmênios e persas e capturou muitas fortalezas inimigas. Dentre os fortes conquistados estavam um no qual os comerciantes persas guardavam seus bens por segurança e Doroteu enviou uma carta para o imperador Justiniano (r. 527–565), que por sua vez enviou o general Narses para coletar os recursos. Em outubro, Doroteu foi informado pelo oficial Rufino acerca dum grupo de hunos sabires que havia invadido a Armênia e chegado tão longe quanto as províncias de Eufratense e Cilícia Secunda. Quando souberam da aproximação das forças comandadas por Doroteu fugiram, mas foram perseguidos e grande parte do butim foi recapturado. Em 533, Doroteu foi nomeado como um dos nove comandantes dos contingentes federados da expedição de Belisário contra os vândalos na África.[a] Morreu a caminho da África em Caucana, na Sicília.

## Biografia
- Greatrex, Geoffrey; Lieu, Samuel N. C. (2002). The Roman Eastern Frontier and the Persian Wars (Part II, 363–630 AD). Londres: Routledge. ISBN 0-415-14687-9

- Martindale, J. R.; Jones, Arnold Hugh Martin; Morris, John (1980). The prosopography of the later Roman Empire - Volume 2. A. D. 395 - 527. Cambrígia e Nova Iorque: Imprensa da Universidade de Cambrígia

- Martindale, John Robert; Jones, Arnold Hugh Martin; Morris, J. (1992). «Dorotheus 2». The Prosopography of the Later Roman Empire. Volume III: A.D. 527–641. Cambrígia e Nova Iorque: Imprensa da Universidade de Cambrígia. ISBN 9780521201605